# Britt Richardson
Britt Richardson (ur. 25 maja 2003 w Canmore) – kanadyjska narciarka alpejska, brązowa medalistka mistrzostw świata.

## Kariera
Po raz pierwszy na arenie międzynarodowej pojawiła się 19 listopada 2019 roku w Copper Mountain, zajmując w zawodach Nor-Am Cup 22. miejsce w slalomie. W 2022 roku wystartowała na mistrzostwach świata juniorów w Panoramie, gdzie zajęła 9. miejsce w gigancie, 13. miejsce w supergigancie i 21. miejsce w kombinacji. Podczas rozgrywanych rok później mistrzostw świata juniorów w St. Anton wystartowała w gigancie i supergigancie, jednak obu konkurencji nie ukończyła.
W zawodach Pucharu Świata zadebiutowała 23 października 2021 roku w Sölden, gdzie nie zakwalifikowała się do pierwszego przejazdu w gigancie. Pierwsze pucharowe punkty wywalczyła 8 stycznia 2022 roku w Kranjskiej Gorze, kończąc giganta na 22. pozycji.
Na mistrzostwach świata w Courchevel/Méribel w 2023 roku zdobyła brązowy medal w rywalizacji drużynowej. Na tej samej imprezie zajęła również 23. miejsce w gigancie. Na rozgrywanych rok później mistrzostwach świata juniorów w Portes du Soleil zdobyła złoty medal w gigancie.

## Osiągnięcia

### Mistrzostwa świata
| Miejsce | Dzień     | Rok  | Miejscowość        | Konkurencja | Czas biegu | Strata | Zwyciężczyni      |
| ------- | --------- | ---- | ------------------ | ----------- | ---------- | ------ | ----------------- |
| 3.      | 14 lutego | 2023 | Courchevel/Méribel | Drużynowo   | -          | -      | Stany Zjednoczone |
| 21.     | 17 lutego | 2023 | Courchevel/Méribel | Gigant      | 2:07,13    | +2,64  | Mikaela Shiffrin  |

### Mistrzostwa świata juniorów
| Miejsce | Dzień       | Rok  | Miejscowość      | Konkurencja | Czas biegu | Strata | Zwyciężczyni          |
| ------- | ----------- | ---- | ---------------- | ----------- | ---------- | ------ | --------------------- |
| 13.     | 5 marca     | 2022 | Panorama         | Supergigant | 1:08,34    | +1,59  | Magdalena Egger       |
| 21.     | 6 marca     | 2022 | Panorama         | Kombinacja  | 2:03,73    | +2,99  | Marie Lamure          |
| 9.      | 9 marca     | 2022 | Panorama         | Gigant      | 2:31,02    | +1,96  | Magdalena Egger       |
| DNS     | 20 stycznia | 2023 | Sankt Anton      | Supergigant | 1:01,64    | -      | Lara Colturi          |
| DNF2    | 21 stycznia | 2023 | Sankt Anton      | Gigant      | 2:06,02    | -      | Hanna Aronsson Elfman |
| 1.      | 2 lutego    | 2024 | Portes du Soleil | Gigant      | 2:01,96    | -      | -                     |

### Puchar Świata

#### Miejsca w klasyfikacji generalnej
- sezon 2021/2022: 114.
- sezon 2022/2023: 110.
- sezon 2023/2024:

#### Miejsca na podium w zawodach
Richardson nie stawała na podium zawodów PŚ.